# Bustillo del Páramo
Bustillo del Páramo é um município da Espanha na província de León, comunidade autónoma de Castela e Leão, de área  km² com população de 1539 habitantes (2007) e densidade populacional de 21,44 hab./km².

## Demografia
| Variação demográfica do município entre 1991 e 2004 | Variação demográfica do município entre 1991 e 2004 | Variação demográfica do município entre 1991 e 2004 | Variação demográfica do município entre 1991 e 2004 |
| --------------------------------------------------- | --------------------------------------------------- | --------------------------------------------------- | --------------------------------------------------- |
| 1991                                                | 1996                                                | 2001                                                | 2004                                                |
| 2190                                                | 1999                                                | 1758                                                | 1668                                                |